# Exail
Exail est un groupe français créé en 2022, résultat du rapprochement d'ECA Group et d'iXblue à la suite du rachat de cette dernière par le Groupe Gorgé en septembre 2022. L'annonce de la nouvelle entité se fait le 18 octobre 2022, à l'occasion du salon Euronaval.
Le groupe compte à sa création 1 800 employés à travers le monde, et représente un chiffre d'affaires de 320 millions d'euros.
En 2025, l'entreprise est valorisée à 1,5 milliards d'euros en bourse, après avoir remporté un contrat pour équiper des drones militaires avec son système de navigation UmiX.
Le système UmiX a déjà été commercialisé auprès des forces espagnoles pour équiper des drones tactiques d'Airbus.